# カラクムル
カラクムル (Calakmul) は、メキシコ・カンペチェ州にある先古典期後期から古典期にかけて繁栄したマヤ「中部地域」の大都市。
1931年に発見されたその規模は30 km2におよぶうえ、マヤ遺跡では最多の117基もの記念碑が確認されており、ティカルと並ぶ古典期最大級の「都市」である。紋章文字は蛇の頭で表現され、その旧名はオシュテトゥン（3つの石）と呼ばれていたこと、他の遺跡の碑文でも「蛇（カーン）｣王朝という強大な国の首都として記述されていたことが、それぞれ判明している。

## 名称
カラクムルは現代の名称であり、古代には、都市の中心部は「3つの石」を意味するオクス・テトゥーン（Ox Te'Tuun）として知られていた。カラクムルという名前を付けたサイラス・L・ルンデルによると、マヤでは、caは「2つ」を意味し、lakは「隣接する」を意味し、mulはピラミッドを意味するため、Calakmulは「2つの隣接するピラミッドの都市」である。また、都市とその周囲にはチーク・ナーブ（Chiik Naab'）という古代の地名が存在する。カラクムルの君主は、「蛇の聖なる君主」を意味するクーフル・カン・アハウーブ（k'uhul kan ajawob）と呼ばれていたが、この称号が都市の名称に関係していたかは不明である。

## 蛇王国とカラクムル
かつて蛇の紋章文字を持つ王国はカラクムルのことと考えられていたが、7世紀以前のカラクムルにこの紋章文字が見られないこと、北東のツィバンチェにそれより早くから蛇の紋章文字が見られ、かつ知られる限り最初の蛇王国の王であるユクノーム・チェン1世の名がツィバンチェに記されていることから、蛇王国の最初の首都はカラクムルではなくツィバンチェであり、カラクムルには別の王朝があったが、7世紀はじめにカラクムルに蛇王朝が移転したという説が唱えられている。
この説によるならば、「ユクノーム頭」より以前の蛇王国の王はカラクムルではなくツィバンチェの王であったことになる。

## 王朝史

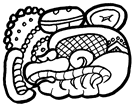
「神聖なる蛇の王」の紋章文字。カラクムルでは636-731年に使用

5世紀の初め頃の日付けを示す石碑や彩色土器が見つかっていることからカラクムルの王朝が始まるのはこの時期と考えられるが、王の即位日が長期暦で記されていないため時期が確定できない。一説によると「カーン」王朝がカラクムルを首都としたのは6世紀に入ってからではないかと考えられている。
546年、トゥーン・カップ・ヒシュ王は、ナランホ王アフ・ウォサルの即位を後見したことが記録されている。次の王は、「空を見る者」と呼ばれる王で562年に現ベリーズにあったカラコルを支援してティカルを破り、以後中部低地において覇権を確立した。全盛期はタホーム・ウカッブ・カック（「燃え上がる手」）王（在位622～630）、「ユクノーム頭」王（在位630～636）、「大ユクノーム」（ユクノーム・チェン2世）王（在位636～686）の時代である。タホーム・ウカッブ・カックのとき、626年、決別を図ろうとするナランホ王を2度にわたって破った。「ユクノーム頭」王のとき、631年にナランホに対して決定的な勝利をおさめ、その君主を屈辱的な殺し方で殺した。「大ユクノーム」王のとき、南方約180 kmに位置するグアテマラ・ペテシュバトゥン地方にティカルの王族の一人が建てた新王朝のドス・ピラスを支援してティカルを牽制した。しかし、次の王のユクノーム・イチャーク・カック（「燃え上がる鉤爪」「ジャガーの足」）王のとき、695年、復興したティカルの王ハサウ・チャン・カウィール1世に敗れて以後、衰退した。
ユクノーム・イチャーク・カックの没後は、その子のユクノーム・トーク・カウィールが即位し、ドス・ピラス、ラ・コロナ、ナランホとの同盟関係を保った。しかし731年以後におそらく再びティカルの攻撃を受けて捕虜になった。その後もカラクムルは続いたが、蛇王国の主の称号を名乗ることはなくなり、カラクムルは一地方政権に過ぎなくなった。その後、カラクムルは深刻な旱魃に襲われ、8世紀末から10世紀はじめにかけて劇的に人口が低下した。人々はピラミッドを破壊して住宅を作った。カラクムルは戦争によってではなく、自然に放棄された。石碑61号のカレンダー・ラウンドの日付はおそらく909年と解釈されている。

## 現在の状況
カラクムルで最大級の建物は建造物2号で、一辺140m、高さは55mに達する。カラクムルの都市遺跡は2002年に世界遺産に登録され、2014年には周辺の生物圏保護区の半分ほどに拡大して「カンペチェ州カラクムルの古代マヤ都市と熱帯保護林」となった。
1984年から1994年にかけてウィリアム・フォーランによる調査が行われた。1994年からは、ラモン・カラスコに率いられたメキシコ国立人類学歴史学研究所の大規模な調査プロジェクトが実施中である。

## 関連文献
- エリック・バンス「マヤを支配した蛇の王国」『ナショナルジオグラフィック日本版』2016年9月。（英語版）